# William Langer

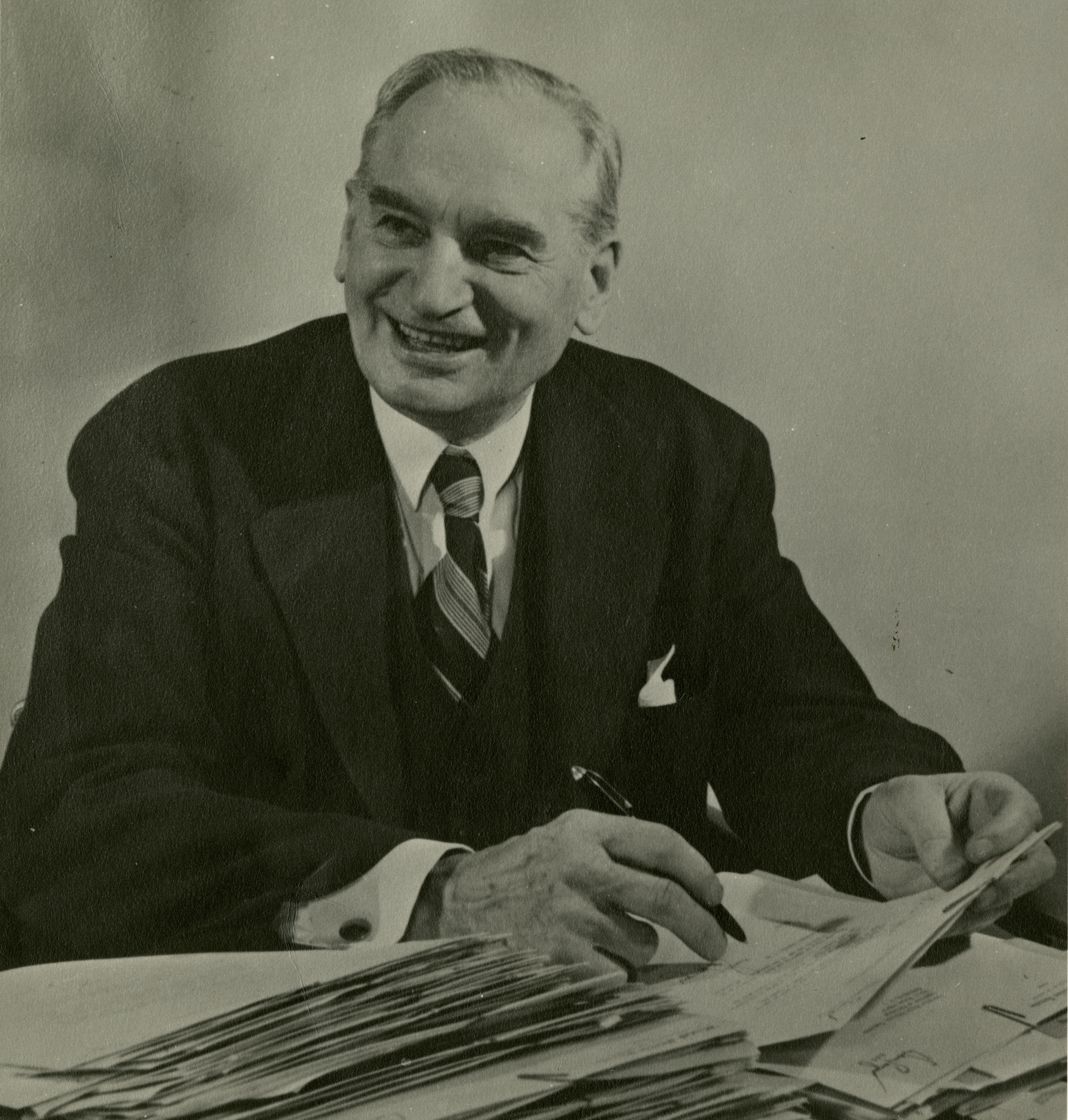
William Langer

William "Wild Bill" Langer, född 30 september 1886 i Dakotaterritoriet, död 8 november 1959 i Washington, D.C., var en amerikansk politiker. Han var guvernör i delstaten North Dakota 1932-1934 och 1937-1939. Han representerade North Dakota i USA:s senat från 1941 fram till sin död.
Langer studerade vid University of North Dakota och Columbia University. Han inledde 1911 sin karriär som advokat i North Dakota. Han var delstatens justitieminister 1916-1920. Han gifte sig 1918 med Lydia Cady. Paret fick fyra döttrar.
Langer vann guvernörsvalet i North Dakota 1932. Han efterträdde 31 december 1932 George F. Shafer som guvernör. Langer representerade republikanerna och Nonpartisan League. Han blev dömd i ett brottsfall och avsattes 1934 av delstatens högsta domstol. Hustrun Lydia Cady Langer kandiderade i guvernörsvalet 1934 men hon förlorade valet mot demokraten Thomas H. Moodie. William Langer fick 1935 en ny rättegång och han befriades på alla åtalspunkter.
Langer vann guvernörsvalet 1936 som obunden kandidat då republikanerna hade nominerat ämbetsinnehavaren Walter Welford till omval. Langer efterträddes 1939 som guvernör av John Moses.
Republikanerna nominerade Langer i senatsvalet 1940. Kongressledamoten William Lemke bestämde sig för att kandidera som obunden i senatsvalet, medan demokraterna nominerade Charles Vogel. Langer vann valet med 38% av rösterna. Han omvaldes 1946, 1952 och 1958. Han avled 1959 i ämbetet och efterträddes av Clarence Norman Brunsdale.
Langers grav finns på St. Leo's Catholic Cemetery i Casselton.